# Nikolai Alexander von Transehe
Nikolai Alexander von Transehe (Amerikanisches Englisch: Nicholas de Transehe; russisch: Николай Александрович фон Транзе; * 6. Februar 1886 in Wladiwostok; † 27. Dezember 1960 in Summit, New Jersey) war ein russischer Marineoffizier, Polarforscher und Mitarbeiter der Central Intelligence Agency (CIA).

## Russischer Marineoffizier und Polarforscher

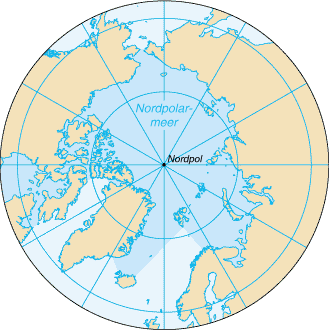
Arktischer Ozean

Nikolai Alexander von Transehe trat 1902 in die Kaiserlich-russische Marine ein. Somit folgte er seinem Vater, der ebenfalls in der Marine gedient hatte. Als Seekadett wurde Nikolai Alexander 1905 zur 5. Kaiserlichen Flotte versetzt und erhielt seine Feuertaufe im Russisch-Japanischen Krieg (1904/05). Nach wenigen nachfolgenden Verwendungen kam er 1909 als Leutnant zur See in seinen alten Flottenverband zurück. Nach weiteren Verwendungslehrgängen an der Kriegsschule in Kronstadt bei Sankt Petersburg, diente er zum ersten Mal auf einem Zerstörer und wurde von der Baltischen Flotte, in der er bisher seinen Dienst versehen hatte, zur Sibirischen Flottille versetzt. 1910 wurde er Erster Offizier (vermutlich als Oberleutnant zur See) auf einem Zerstörer und danach dem Schlachtschiff Andrei Pjerwoswanny  zugeteilt. Nach der Absolvierung der Spezialausbildung zum Minenoffizier für Torpedos,  wurde er 1912 zum Minenoffizier des 1. Ranges (Kapitänleutnant) befördert. Vom 27. Februar 1912 bis 1. Oktober 1915 war er Assistent bei Boris Wilkizki, dem Chef der „Hydrographischen Expedition des Nördlichen Eismeers“. 1912 nahm er an Bord des Eisbrechers Taimyr an der Expedition in den Arktischen Ozean teil, auf der hydrographische Untersuchungen bei den Bäreninseln, der südlichen und westlichen Küste der Ljachow-Inseln und der Küste der Buor-Chaja-Bucht vorgenommen wurden. Nachdem er als Minenoffizier auf dem Zerstörer Grosny gedient hatte, nahm er 1914/15 auf dem Eisbrecher Waigatsch erneut an der Hydrographischen Expedition und der ersten Durchfahrung der Nordostpassage von Ost nach West teil. Eine dabei entdeckte Gruppe aus zwei kleinen Inseln wurde nach ihm benannt. Zwischenzeitlich war er Kommissionsmitglied zum Bau des ersten russischen U-Boots unter Leitung des Zaren Nikolaus  II. Im Ersten Weltkrieg war er auf den Zerstörern Retiwy (1916) und Molodjezky (1916–1917) eingesetzt, zuletzt war er Kommandant des Zerstörers Molodjezky und wurde zum Kapitän zur See der Kaiserlich-russischen Marine befördert. Am Ende des Ersten Weltkrieges wurde er 1918 durch ein Dekret des Rates der Volkskommissare aus dem Dienst entlassen. Im Jahre 1919 kämpfte er in der „Weißen Armee“ an deren Nordfront gegen die Bolschewiki.

## Immigration in die USA
Sein erstes Zufluchtsland war 1920 Schweden, dann wechselte er nach Norwegen und arbeitete in Kohleminen auf Spitzbergen. 1923 wanderte er in die Vereinigten Staaten von Amerika ein und arbeitete fünf Jahre als Arktisexperte bei der American Geographical Society. Er war Mitarbeiter bei der Byrd Antarctic Expedition und dem ersten Überflug des Südpols von Bernt Balchen und arbeitete mit Richard Evelyn Byrd. Hiernach veröffentlichte er ein Fotobuch und ein Buch über die „Hydrografische Expedition des Arktischen Ozeans“. In den Jahren 1928 bis 1934 war er Präsident und Chefingenieur bei „De Bothezat Impeller Company“ einer großen amerikanischen Firma für Helikopter und Flugzeuge.  Unmittelbar nach dem Zweiten Weltkrieg wurde er zum Chefexperten der Abteilung „Eastern Central Intelligence“ bei der CIA berufen. 1956 trat er in den Ruhestand und lebte in New York City.

## Auszeichnungen
In Anerkennung seiner militärischen Verdienste wurde er 1914 mit dem russischen St. Stanislaus-Orden 3. Klasse ausgezeichnet. Für die geleisteten Dienste bei den Arktischen Expeditionen erhielt er 1915 den russischen St. Anna-Orden 3. Klasse. Des Weiteren erhielt er zwischen 1910 und 1914 in Anerkennung seiner Dienste vier russische Ehrenmedaillen. Für seine geleisteten Dienste beim CIA wurde er mit der US-amerikanischen Medal for Merit dekoriert.

## Herkunft und Familie

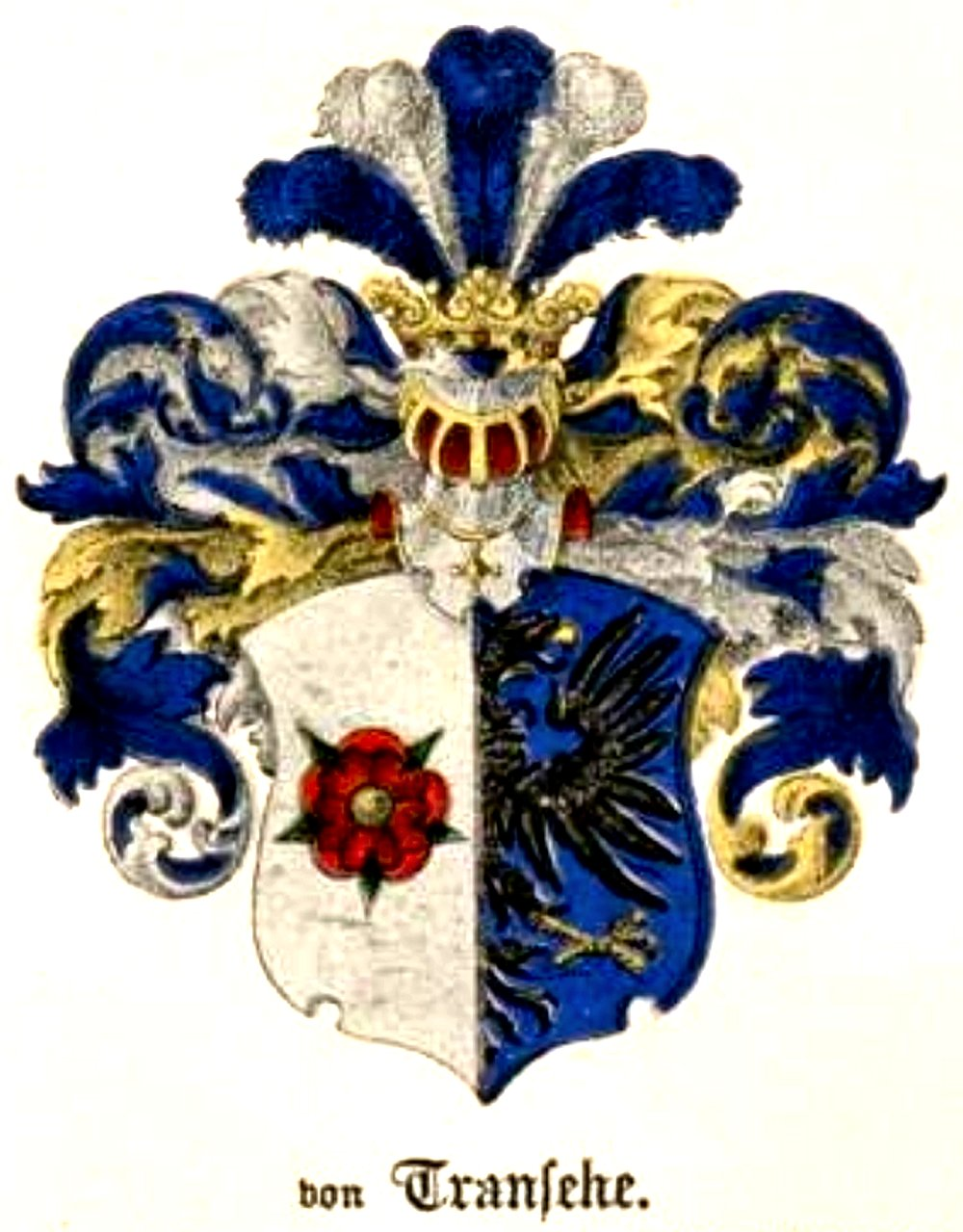
Wappen der Adelsfamilie Transehe

Nikolai Alexander stammte aus der Linie Sackenhof und Neu-Wrangelhof des deutsch-baltischen Adelsgeschlechts Transehe-Roseneck. Sein Vater war der kaiserlich-russische Kapitän der Marine Carl Alexander Caprian von Roseneck (1857–1922). Nikolai heiratete Anna Nellie Jaffe (* 1889; † 1955 in Washington, D.C.). Ihr einziges Kind war ihre Tochter Thaisia (* 1911; † 2001 in Juno Beach (Florida)), die mit Charles Rives Skinker, Jr.  verheiratet war.